# Polenz (Klipphausen)
Polenz ist eine Ortschaft in der Gemeinde Klipphausen im Landkreis Meißen in Sachsen und hat ca. 250 Einwohner.

## Geographie

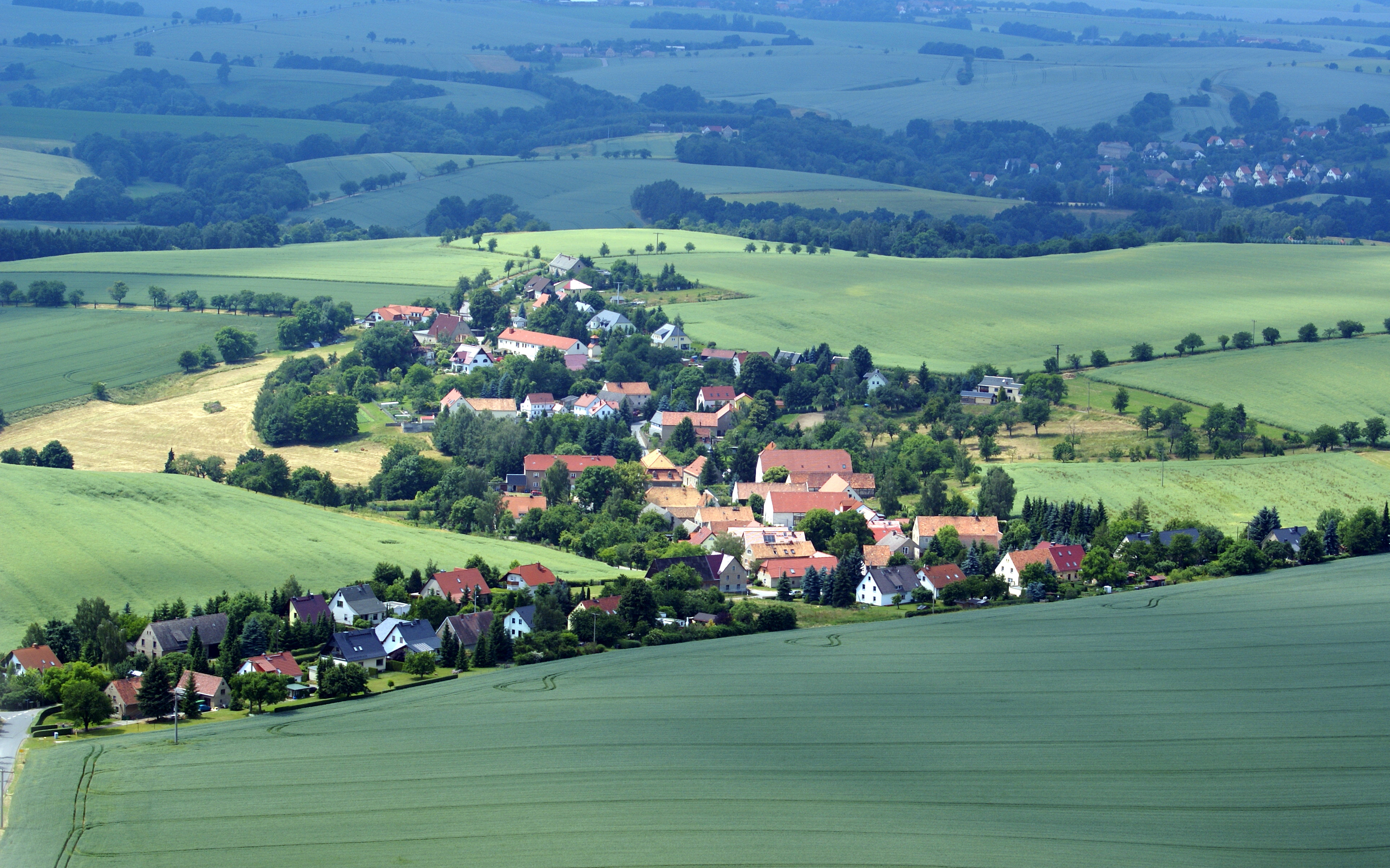
Polenz Luftbild

Polenz liegt im unmittelbaren Umland von Meißen und ist aufgrund seiner exponierten Lage ein beliebtes Ausflugsziel mit Aussicht auf das Triebischtal und Meißen.

## Geschichte
In einer am 24. Mai 1180 in Meißen ausgestellten Urkunde des Bischofs Martin von Meißen wird Christianus von Polenzke als vorletzter Zeuge genannt. 1198 wird erwähnt, dass ein Gottschalk von Polenz als Zeuge auf dem Landding in Colmnitz auftritt. Beide gehören zu den Urahnen des aus dem Ort stammenden Adelsgeschlechts Polentz. 1402 wird die Polenzer Kapelle erstmals urkundlich erwähnt. Heinrich von Karras besitzt 1405 Polenz, danach die Familien von Karras, von Taubenheim, Ziegler, von Schönfeld und von Krostewitz. 1547 oder 1548 übernahm Magnus von Bärenstein den Polenzer Grundbesitz. Er ließ um 1550 das bestehende alte Schloss errichten. Nach seinem Tod 1588 teilten seine beiden Söhne Thomas und Albrecht den Besitz in Oberpolenz und Niederpolenz auf, seitdem gab es diese beiden Rittergüter. Eine andere Quelle besagt, dass erst ab 1696 beide Rittergüter nachweisbar gewesen seien. 1789 verkaufte Heinrich Siegmund von Bärenstein das Rittergut Oberpolenz an Ferdinand Bernhard von Watzdorf, der das Herrenhaus neu erbauen ließ. 1810 befand sich das Rittergut im Besitz des Johann Gottlieb Fichtner, der das Rittergut Oberpolenz im Jahr zuvor erworben hatte. Bis 1858 wechselten die Besitzer mehrfach. Unter ihnen befanden sich die Familien Klotz, Görner sowie Wolf. Als letzter Besitzer ist die Familie Barth vermerkt, die 1858 das Rittergut Oberpolenz erwarb. Das älteste Gebäude war das sogenannte Nonnenhaus auf dem Gut Oberpolenz aus dem 15. Jahrhundert. Es wurde nach dem Zweiten Weltkrieg abgetragen, um Baumaterial zu gewinnen.
Von 1909 bis 1966 verfügte Polenz über einen Haltepunkt an der Schmalspurbahn Wilsdruff–Gärtitz.
Am 1. Januar 1973 wurde die Gemeinde Bockwen-Polenz gegründet und am 1. April 1993 mit der Gemeinde Scharfenberg zusammengeschlossen. Am 1. Januar 1999 wurde die Großgemeinde Klipphausen gebildet, zu der Polenz gehört.

## Sehenswürdigkeiten
Mehrere Gebäude im Ort sind als Kulturdenkmal geschützt (siehe Liste der Kulturdenkmale in Polenz). Der Polenzer Turm ist weithin sichtbar und wird von der Deutschen Telekom AG genutzt. Im Tal der Kleinen Triebisch befindet sich auf der Trasse der Schmalspurbahn Wilsdruff–Gärtitz ein Rad- und Wanderweg. Dieser verbindet Semmelsberg mit Taubenheim und führt an vier ehemaligen Mühlen, darunter die Preisker- und die Helmmühle, vorbei. Das Herrenhaus des Rittergutes Oberpolenz steht noch, dasjenige von Niederpolenz ist zu zwei Dritteln abgebrochen, der Rest Ruine. 

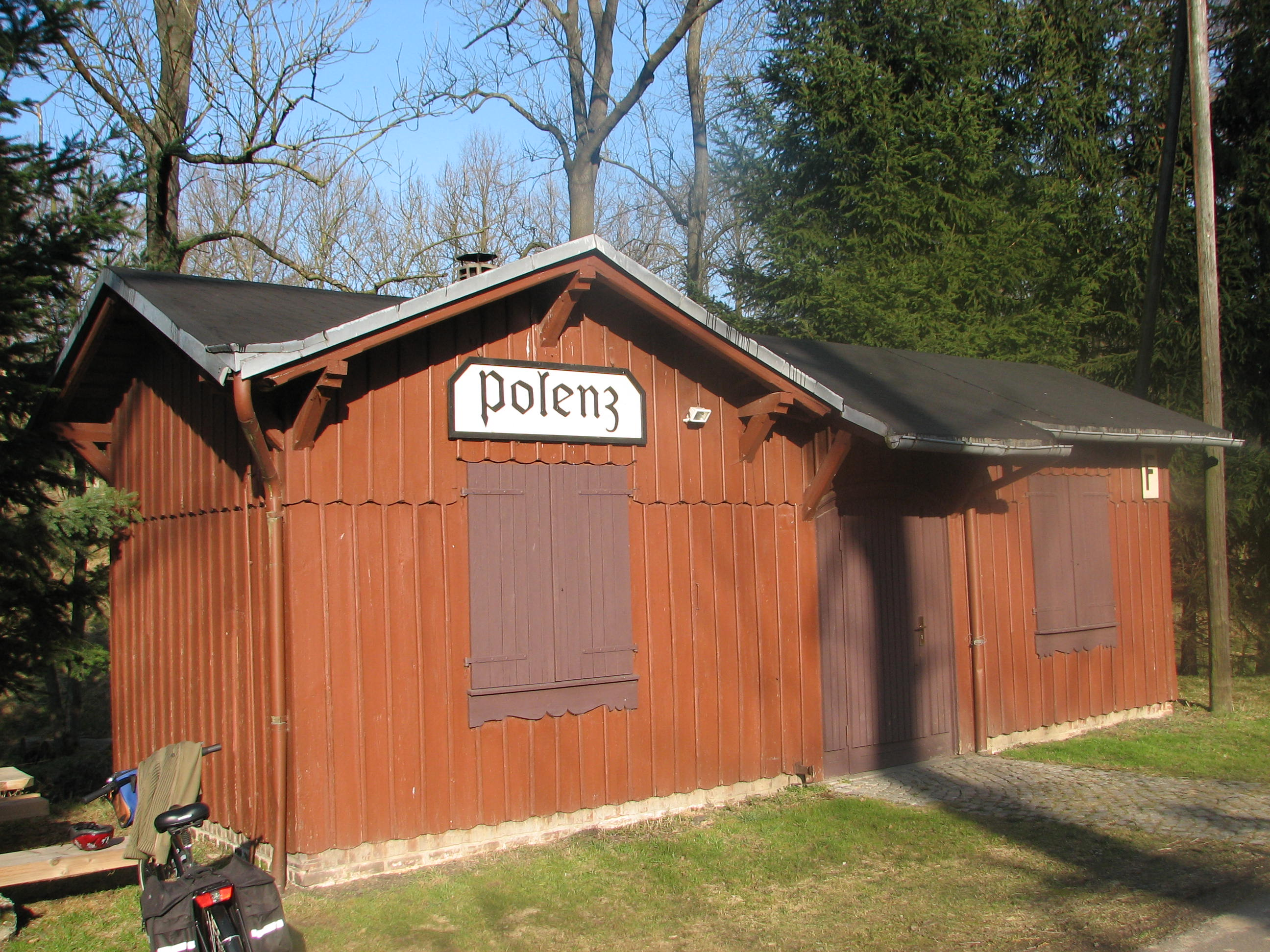
Ehemaliger Bahnhof Polenz
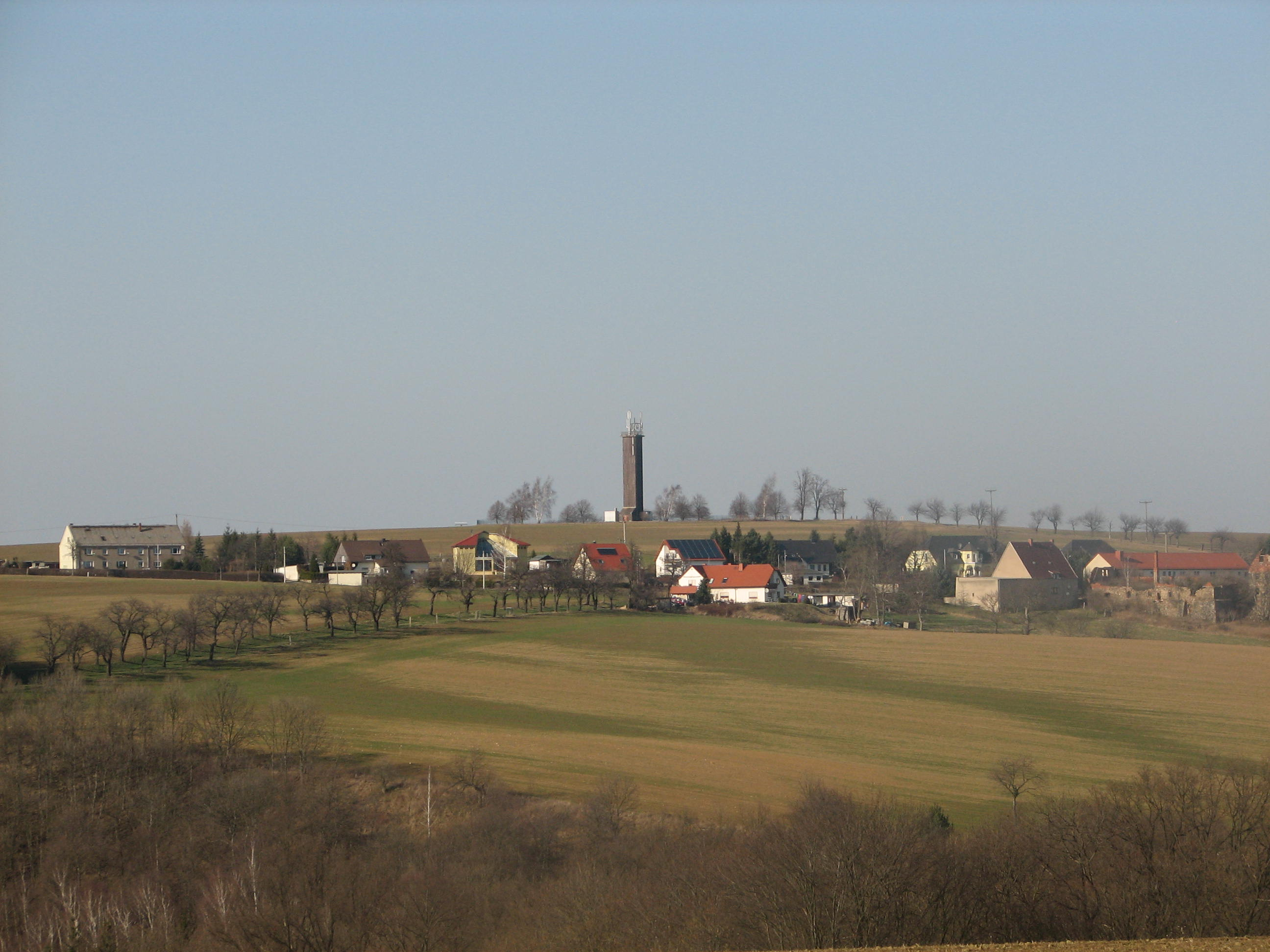
Polenz und der Polenzer Turm
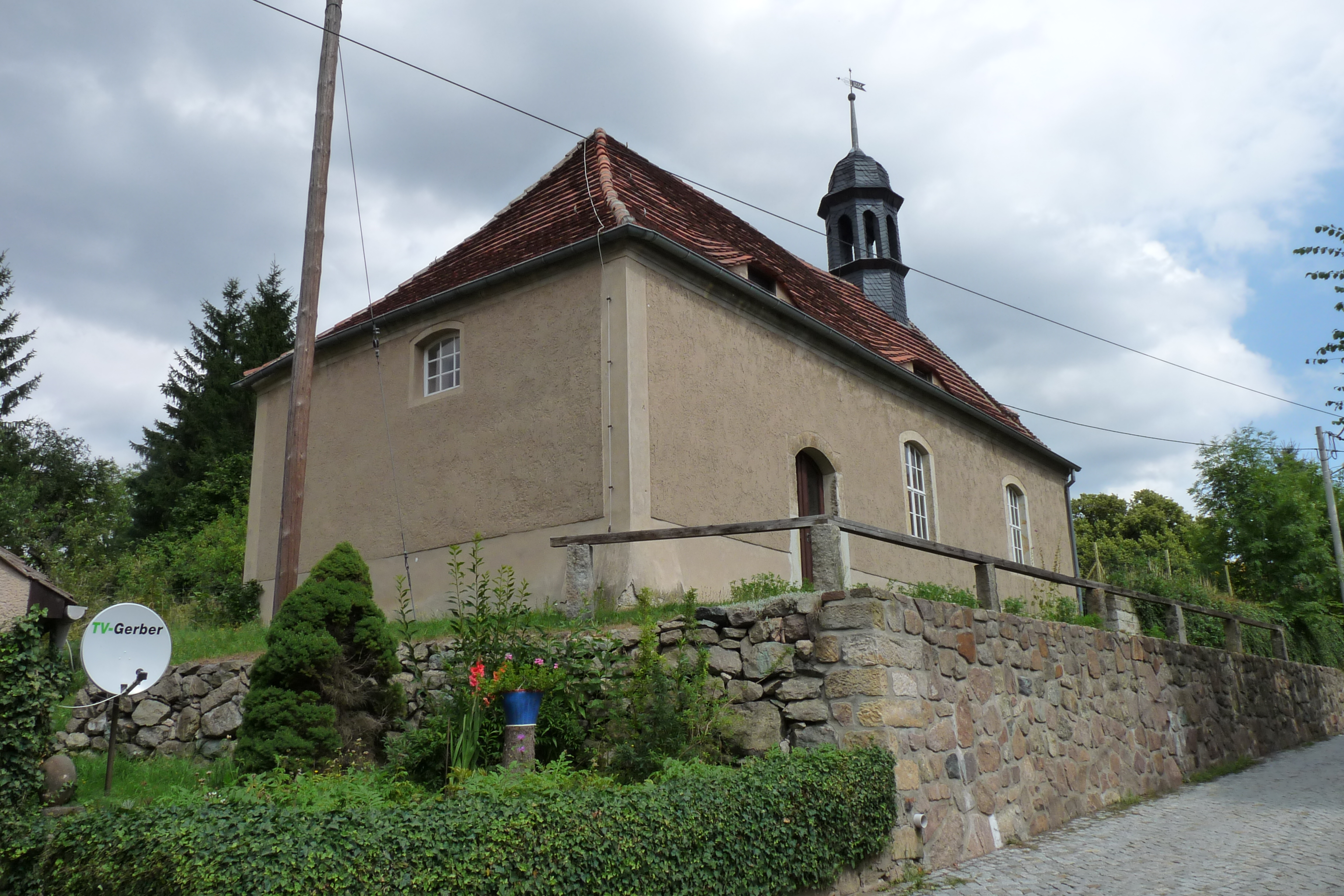
Denkmalgeschützte Kapelle in Polenz
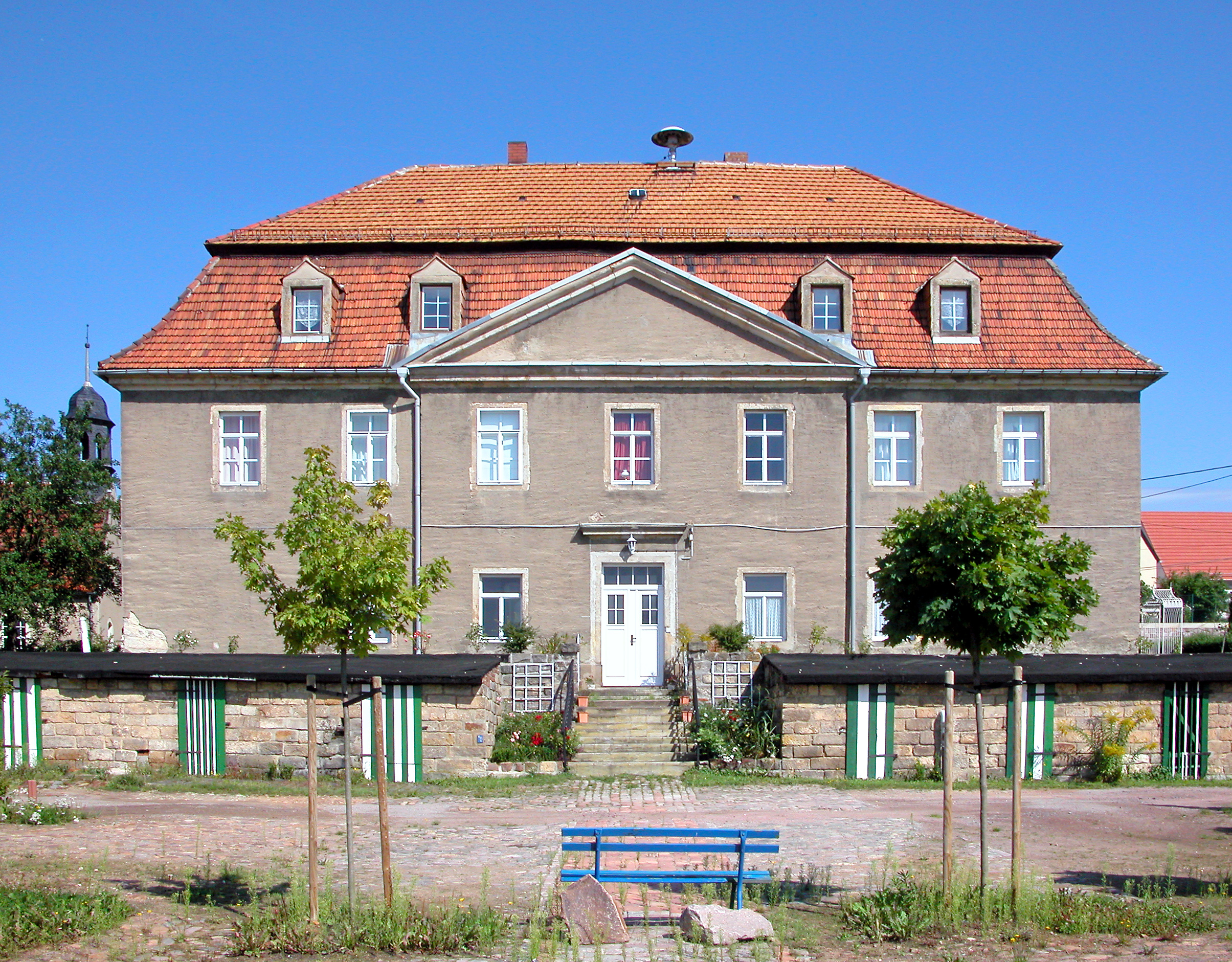
Herrenhaus Oberpolenz
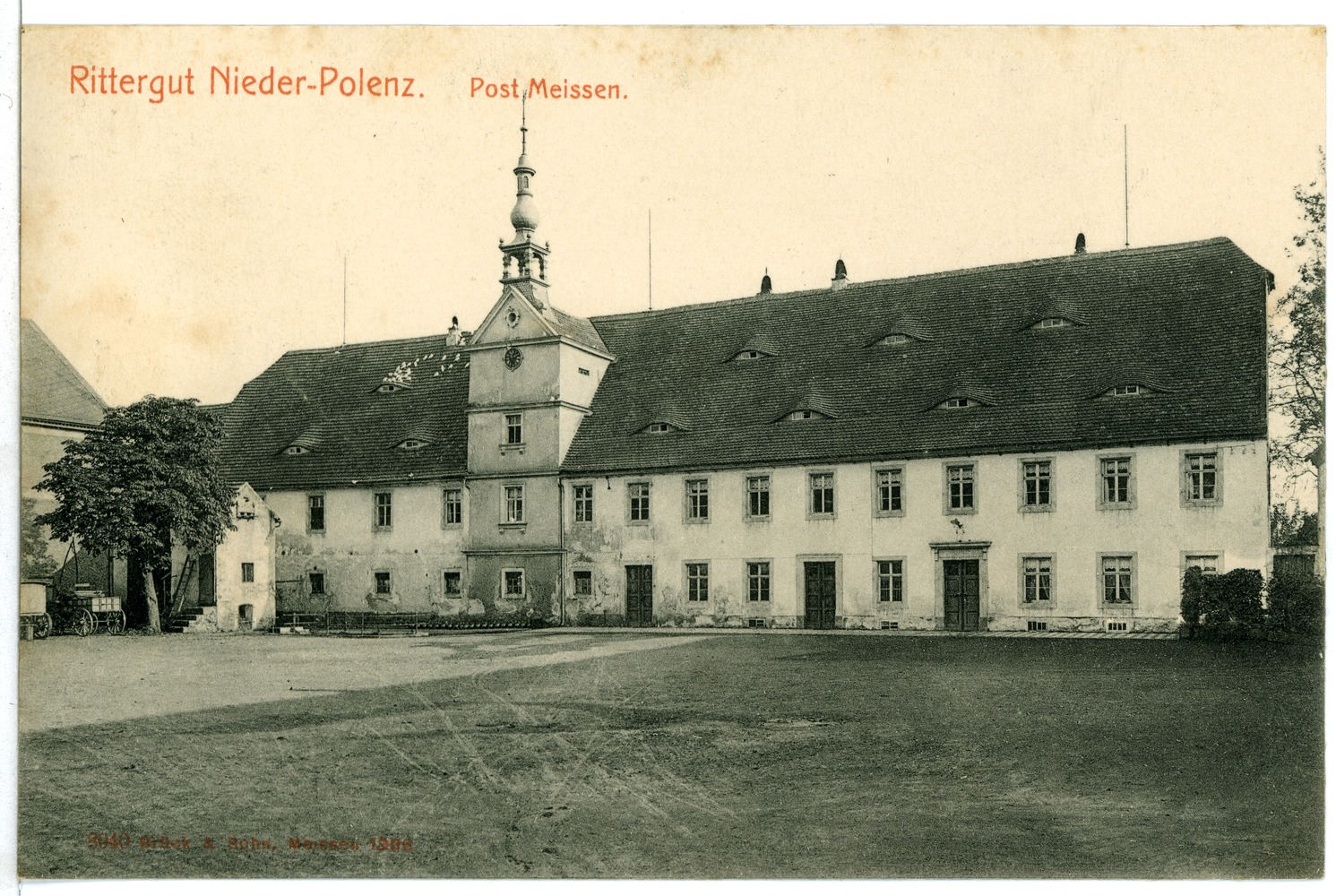
Herrenhaus Niederpolenz (1906)